# Stars (Roxette-Lied)
Stars ist ein Pop-Song des schwedischen Pop-Duos Roxette aus dem Jahr 1999. Er wurde von Per Gessle geschrieben und von Clarence Öfwerman produziert.

## Inhalt und Hintergrund
Stars ist ein Liebeslied. Die Sängerin singt in dem Lied, dass sie ihrer Liebe überall hin folgen wird. Im Refrain meint sie, dass die Sterne zeigen werden, wo die Gewässer fließen, wo die Gärten blühen und dass sie ihrer Liebe dort begegnen werde.
Der Song wurde 1999 von EMI Records als Single veröffentlicht. Es handelt sich nach Wish I Could Fly und Anyone um die dritte Singleauskopplung ihres sechsten Studioalbums Have a Nice Day. Das Musikvideo zur Single wurde unter der Regie von Anton Corbijn gedreht.

## Titelliste der Single
Maxi-Single
| #  | Titel                            | Länge |
| -- | -------------------------------- | ----- |
| 1. | Stars (Almighty Single Version)  | 3:48  |
| 2. | Better Off On Her Own            | 2:49  |
| 3. | I Was So Lucky (Tits & Ass Demo) | 4:12  |
| 4. | 7twenty7 (Tits & Ass Demo)       | 3:28  |
| 5. | Stars (Album Version)            | 3:56  |

## Rezeption

### Charts und Chartplatzierungen
| ChartsChartplatzierungen     | Höchstplatzierung | Wochen |
| ---------------------------- | ----------------- | ------ |
| Deutschland (GfK)            | 23 (9 Wo.)        | 9      |
| Schweden (GLF)               | 13 (13 Wo.)       | 13     |
| Schweiz (IFPI)               | 28 (7 Wo.)        | 7      |
| Vereinigtes Königreich (OCC) | 56 (1 Wo.)        | 1      |

### Auszeichnungen für Musikverkäufe
| Land/Region     | Auszeichnungen für Musikverkäufe (Land/Region, Auszeichnung, Verkäufe) | Verkäufe |
| --------------- | ---------------------------------------------------------------------- | -------- |
| Schweden (IFPI) | Gold                                                                   | 15.000   |
| Insgesamt       | 1× Gold ·                                                              | 15.000   |

Hauptartikel: Roxette/Auszeichnungen für Musikverkäufe